# Ann Morgan Guilbert
Ann Morgan Guilbert (Mineápolis, 16 de octubre de 1928 - Los Ángeles, 14 de junio de 2016), a veces acreditada como Ann Guilbert, fue una actriz estadounidense de televisión y cine. Comenzó su carrera actoral en la década de 1950. Sus roles más notables fueron el de Millie Helper en 61 episodios de la sitcom The Dick Van Dyke Show y como Yetta Rosenberg, la abuela de Fran Fine en 56 episodios de la sitcom The Nanny. Comenzó su carrera como una destacada cantante en las obras de revista de Billy Barnes

## Vida y carrera
Guilbert nació en Mineápolis (Minesota), fruto de la relación entre el doctor en física Gerald Guilbert y su esposa Cornelia. Asistió a la Solomon Juneau High School y, luego de radicarse en San Francisco, estudió teatro en la Universidad de Stanford.
Después de The Dick Van Dyke Show, realizó apariciones en varias series de televisión; incluyendo: Adam-12 (primer episodio), The Andy Griffith Show, Love, American Style, That Girl, Dragnet, Picket Fences, Seinfeld, Curb Your Enthusiasm y Law & Order: Special Victims Unit.
También formó parte de películas reconocidas como A Guide for the Married Man, Viva Max!, Grumpier Old Men (como madre del personaje interpretado por Sophia Loren), y Please Give, por el que recibió el premio CFA como mejor actriz secundaria. En diciembre de 2004 apareció en la reunión de la serie The Nanny titulado The Nanny Reunion: A Nosh to Remember junto a Fran Drescher, Lauren Lane, Rachel Chagall y otros miembros del plantel de la serie.

## Filmografía

### Cine
- Please Give (2010)
- Sour Grapes (1998)
- Grumpier Old Men (1995)
- Amelia Earhart (1976) (TV)
- The Rangers (1974) (TV)
- Chase (1973) (TV)
- Second Chance (1972) (TV)
- D.A.: Conspiracy to Kill (1971) (TV)
- Viva Max (1969)
- How Sweet It Is! (1968)
- A Guide for the Married Man (1967)
- One Man's Way (1964)
- The Man from the Diner's Club (1963)
- Two for the Seesaw (1962)
- You're Only Young Once (1962) (TV)

### Televisión
- Life in Pieces (2 episodios, 2016)
- Getting On (6 episodios, 2013)
- Modern Family ("ClosetCon '13", 2013)
- Happily Divorced (1 episodio, 2012)
- The Fran Drescher Show (1 episodio, 2010)
- Law & Order: Special Victims Unit (1 episodio, 2007)
- State of Mind (1 episodio, 2007)
- Curb Your Enthusiasm (1 episodio, 2005)
- The Dick Van Dyke Show Revisited (2004) (TV)
- The Nanny (56 episodios, 1993–1999)
- Seinfeld (2 episodios, 1991–1996)
- Picket Fences (5 episodios, 1992–1994)
- Empty Nest (2 episodios, 1991–1993)
- Herman's Head (1 episodio, 1993)
- Room for Two (1 episodio, 1993)
- Home Improvement (1 episodio, 1993)
- Blossom (1 episodio, 1991)
- The Fanelli Boys (19 episodios, 1990–1991)
- Murder, She Wrote (1 episodio, 1990)
- Newhart (1 episodio, 1989)
- Cheers (1 episodio, 1989)
- Barney Miller (1 episodio, 1981)
- Maude (1 episodio, 1976)
- Emergency! (5 episodios, 1972–1976)
- On the Rocks (1 episodio, 1975)
- The Ghost Busters The Witch (1 episodio, 1975)
- Love, American Style (2 episodios, 1970–1971)
- The Partridge Family (1 episodio, 1971)
- The New Andy Griffith Show (10 episodios, 1971)
- Dragnet 1967 (2 episodios, 1967–1970)
- Room 222 (1 episodio, 1969)
- I Dream of Jeannie (1 episodio, 1969)
- Adam-12 (1 episodio, 1968)
- The Andy Griffith Show (1 episodio, 1967)
- Good Morning, World (1 episodio, 1967)
- Hey, Landlord (unknown episodios, 1966–1967)
- The Dick Van Dyke Show (62 episodios, 1961–1966)
- The Alfred Hitchcock Hour (1 episodio, 1963)
- Hennesey (1 episodio, 1961)
- My Three Sons (1 episodio, 1961)